# Насибов, Камил Баладе оглы
Камиль Баладе оглы Насибов (азерб. Kamil Baladə oğlu Nəsibov; 8 октября 1946, Бозлу, Лачинский район — 29 июня 1992, Лачинский район) —  Национальный герой Азербайджана. Директор базы строительных материалов села Минкенд Лачинского района Азербайджанской ССР.

## Биография
Родился 8 октября 1946 года в селе Бозлу Лачинского района Азербайджанской ССР. Окончив среднюю школу села Минкенд в 1963 году, был призван в ряды Советской армии, где прослужил 3 года.
В 1973 году поступил в Азербайджанский политехнический институт. Получив высшее образование, был назначен директором базы строительных материалов села Минкенд Лачинского района.

### Первая карабахская война
В годы Первой карабахской войны организовал и возглавил вооружённый отряд. Вёл разведывательные операции. Отличился в боях за сёла Фараджан, Сафьян, Джагазур, Малыбей, Джиджимли, Газыдере. 29 июня 1992 года погиб в бою на высоте Гонаггёрмез.
Указом президента Азербайджанской Республики № 457 от 5 февраля 1993 года Кямилю Насибову было присвоено звание Национального героя Азербайджана (посмертно).
Похоронен в Агджабединском районе.
На момент гибели был женат. Осталось четверо детей.

## Память
Именем Камиля Насибова был назван Дом культуры его родного села Бозлу.